# Piper veraguense
Piper veraguense är en pepparväxtart som beskrevs av C. Dc.. Piper veraguense ingår i släktet Piper och familjen pepparväxter.

## Underarter
Arten delas in i följande underarter:
- P. v. mutisii
- P. v. venezuelense